# Заповідна справа (журнал)
«Заповідна справа» (до 2013 року «Заповідна справа в Україні») — український науковий журнал, що висвітлював питання заповідної справи, результати досліджень у заповідниках та інших охоронюваних природних територіях України і сусідніх регіонів. Видаваний з 1995 до 2016 року.

## Історія
Видання заснували 1993 року в Канівському природному заповіднику, коли під час проведення ювілейної конференції до 70-річчя заповідника (9 вересня 1993) ухвалили рішення видавати збірку наукових праць, присвячену проблемам заповідної справи. Перший том опублікували 1995 року, другий — 1996-го. Протягом 1997—2012 років журнал випускали що два випуски на рік. Робочі мови журналу — українська, російська, англійська та німецька. Видання мало такі розділи: «Загальні питання заповідної справи», «Ботаніка», «Зоологія», «Екологія», «Методика», «Охоронювані природні території», «Історія охорони природи», «Палеонтологія», «Гідрологія».
2013 року у зв'язку зі створенням Навчально-наукового центру «Інститут біології» Київського національного університету ім. Тараса Шевченка, до структури якого включили й Канівський природний заповідник, журнал передали кафедрі екології та охорони навколишнього середовища університету та Інституту еволюційної екології Національної академії наук України. Періодичність видання скоротили до одного тому на рік обсягом 15 аркушів і виключили німецьку з робочих мов журналу. До друку випуски журналу затверджувала Вчена рада «Інституту біології».

## Редакція
До першої редакції журналу (1993—2013) входили:
- Головний редактор: Чорний Микола Гаврилович, кандидат біологічних наук
- Заступник головного редактора: Грищенко Віталій Миколайович, кандидат біологічних наук
- Відповідальний секретар: Яблоновська-Грищенко Євгенія Дмитрівна, кандидат біологічних наук